# Муртенско језеро
Муртенско језеро (фр. Lac de Morat) је једно од језера у западној Швајцарској. Налази се западно од Берна, а источно од Нојшателског језера на надморској висини од 429 метара. Има облик правоугаоника. Дугачко је 8, а широко 3 км.
У југозападном делу језера улива се река Број, која је низводнодо од града Пауерна каналисана, па је погодна за пловидбу малих бродова. Истоимени канал омогућује проточност језера, јер из северног дела води до Нојшателског језера. Главни туристички центар је град Муртен, који се развио на источној обали језера.

## Галерија фотографија
- Снимак са обале.
- Поглед на град и његову луку.
- Ова алга масовно расте по плићацима.